# Star Fox 2
Star Fox 2 (スターフォックス2?, Sutā Fokkusu Tsū) è un videogioco sviluppato da Nintendo e Argonaut Software per Super Nintendo Entertainment System e mai pubblicato. Seguito di Star Fox (1993, commercializzato in Europa con il titolo Starwing), il gioco è esistito per anni solamente sotto forma di immagine ROM prototipo, fino all'annuncio della pubblicazione per il sistema Super Nintendo Classic Mini. Nel 2015, in occasione della presentazione di Star Fox Zero, Shigeru Miyamoto aveva escluso una distribuzione del titolo, ma, dopo l'uscita per Super Nintendo Classic Mini nel 2017, nel 2019 è stato ufficialmente distribuito per il servizio in abbonamento Nintendo Switch Online.